# جاستون رينارد
جاستون رينارد (1868 – 19 أكتوبر 1931) هو مبارز بالسيف بلجيكي راحل، مثّل بلاده في الألعاب الأولمبية الصيفية 1908.

## روابط خارجية
جاستون رينارد على موقع أوليمبيديا (الإنجليزية)